# W malinowym chruśniaku (album)
W malinowym chruśniaku – album Krystyny Jandy i Marka Grechuty wydany w 1984 roku przez wytwórnię płytową Polskie Nagrania „Muza”. Płyta zawiera pieśni do erotyków Bolesława Leśmiana. Materiał zajmuje jedną stronę longplaya, na drugiej znalazły się kompozycje Jerzego Satanowskiego do wierszy Marii Pawlikowskiej-Jasnorzewskiej.

## Wersja oryginalna z 1984 roku
1. Łąka (muz. Marek Grechuta sł. Bolesław Leśmian)
2. W malinowym chruśniaku (muz. Marek Grechuta sł. Bolesław Leśmian)
3. Taka cisza w ogrodzie (muz. Marek Grechuta sł. Bolesław Leśmian)
4. Śledzą nas (muz. Marek Grechuta sł. Bolesław Leśmian)
5. Nie umawiaj się ze mną pod żadnym jaworem (muz. Marek Grechuta sł. Bolesław Leśmian)
6. Hasło nasze (muz. Marek Grechuta sł. Bolesław Leśmian)
7. Zazdrość moja (muz. Marek Grechuta sł. Bolesław Leśmian)
8. Wyszło z boru (muz. Marek Grechuta sł. Bolesław Leśmian)
9. Czasami mojej ślepej posłuszny ochocie (muz. Marek Grechuta sł. Bolesław Leśmian)
10. Ty pierwej mgły dosięgasz (muz. Marek Grechuta sł. Bolesław Leśmian)
11. Zazdrośnicy (muz. Marek Grechuta sł. Bolesław Leśmian)
12. Ani zmora z jeziora, ani sen skrzydlaty (muz. Marek Grechuta sł. Bolesław Leśmian)
13. Zmienionaż po rozłące (muz. Marek Grechuta sł. Bolesław Leśmian)
14. Zmienionaż po rozłące (finał instrumentalny) (muz. Marek Grechuta)

### Wykonawcy
- Marek Grechuta (śpiew, fortepian, recytacje, instrumenty klawiszowe)
- Krystyna Janda (śpiew, recytacje)
- Zespół instrumentalny pod dyrekcją Zbigniewa Gracy
- Maryla Rodowicz (śpiew)
- Elżbieta Stefańska-Łukowicz (klawesyn)
- Barbara Świątek (flet)
- Jerzy Klocek (wiolonczela)
- Teresa Haremza (śpiew)
- Jan Kanty Pawluśkiewicz (fortepian)
- Michał Półtorak (skrzypce)
- Paweł Ścierański (gitara)
- Krzysztof Ścierański (gitara basowa)
- Marian Bronikowski (perkusja)

(01-14)
Nagrania pochodzą z programu telewizyjnego Łąka (1979)

## Wersja rozszerzona z 2001 roku
W antologii Świecie nasz oryginalna płyta została wzbogacona o 18 dodatkowych utworów.
1. Ogród Luizy (muz. Marek Grechuta, sł. Andrzej Bursa)
2. Nie pomogły spacery (muz. Marek Grechuta, sł. Juliusz Słowacki)
3. Nie zapomnisz tej mojej tęsknoty (muz. Marek Grechuta, sł. Juliusz Słowacki)
4. Mów do mnie jeszcze (muz. Marek Grechuta, sł. Kazimierz Przerwa-Tetmajer)
5. A kiedy będziesz moją żoną (muz. Marek Grechuta, sł. Kazimierz Przerwa-Tetmajer)
6. Po coś dał nam tę głębokość wejrzeń (muz. Marek Grechuta, sł. Johann Wolfgang von Goethe)
7. Pozwól, że Amor tej nocy (muz. Marek Grechuta, sł. Molier)
8. Matko skrzydlatych miłości (muz. Marek Grechuta, sł. Jan Kochanowski)
9. Śmierci, która uczysz człowieka (muz. Marek Grechuta, sł. Jan Kochanowski)
10. Słuchaj okrutna (muz. Antonio Caldara, arr. Krzysztof Penderecki, sł. anonim)
11. Gaj (muz. Marek Grechuta, sł. Agnieszka Osiecka)
12. Rajski deser (muz. Marek Grechuta, sł. Agnieszka Osiecka)
13. Muza pomyślności (muz. i sł. Marek Grechuta)
14. Wesele (muz. Marek Grechuta, sł. Stanisław Wyspiański)
15. Niepewność (Marek Grechuta, sł. Adam Mickiewicz)
16. Będziesz moją panią (muz. i sł. Marek Grechuta)
17. Nie dokazuj (muz. i sł. Marek Grechuta)
18. Polowanie na muchy (Marek Grechuta i Ewa Braunek)

(15)
Nagranie z programu TVP Ogród Luizy w reżyserii Krystyny Sznerr (1979)
(16-17)
Nagrania z przedstawienia Teatru TVP Kraków Najukochańsza moja mamo w reżyserii Tadeusza Bradeckiego (1985)
(18-19)
Nagrania TVP Kraków z przedstawienia Teatru Poezji Kocham cię za to, że kochać cię muszę w reżyserii Andrzeja Maja (1980)
(20-21)
Nagrania TVP Kraków ze spektaklu Niebezpieczne związki w inscenizacji Teatru Tarnowskiego (1979)
(22-23)
Nagrania z przedstawienia teatru TVP Łódź Droga do Czarnolasu w reżyserii Andrzeja Maja (1983)
(24)
Nagranie z programu TVP Od trubadurów do Trubadurów w reżyserii Ryszarda Raya-Zawadzkiego (1973)
(25-26)
Nagrania radiowe (1977)
(27)
Nagranie radiowe (1978)
(28)
Nagranie koncertowe z recitalu w Szkole Muzycznej w Opolu 24 czerwca 1976 towarzyszącego festiwalowi XIV KFPP w Opolu
(29-31)
Nagrania koncertowe z XXV KFPP w Opolu, koncert Przeboje Gwiazd (zapowiedź: Andrzej Jaroszewski)
(32)
Dialog z filmu Polowanie na muchy w reżyserii Andrzeja Wajdy (1969)

## Ekipa
- Reżyser nagrania: Stefan Szlachtycz
- Operator dźwięku: Lech Dudzik
- Projekt okładki albumu: Ewa Pomorska

## Wydania
- 1981 – Polskie Nagrania „Muza” (LP)
- 2001 – EMI Music Poland (CD)
- 2001 – EMI Music Poland (CD, box Świecie nasz)
- 2005 – EMI Music Poland (koperta, box Świecie nasz)